# Baixa-Chiado
Baixa-Chiado è una stazione delle linee Blu e Verde della metropolitana di Lisbona.

## Storia
La stazione, una delle più trafficate dell'intera rete, è stata capolinea della linea blu fino all'estensione verso Santa Apolónia nel 2007.

## Galleria d'immagini

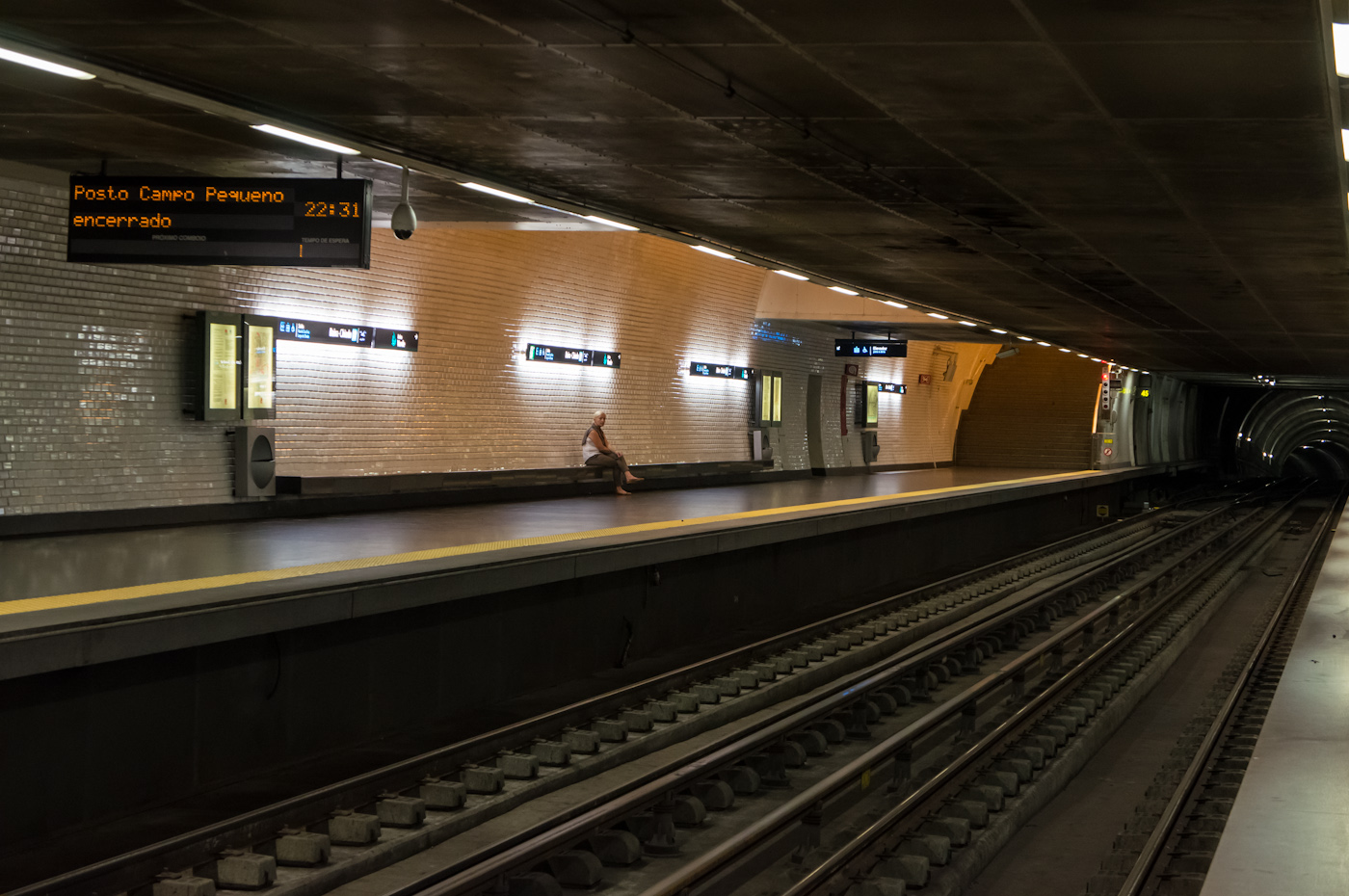
Il piano banchine della linea Verde
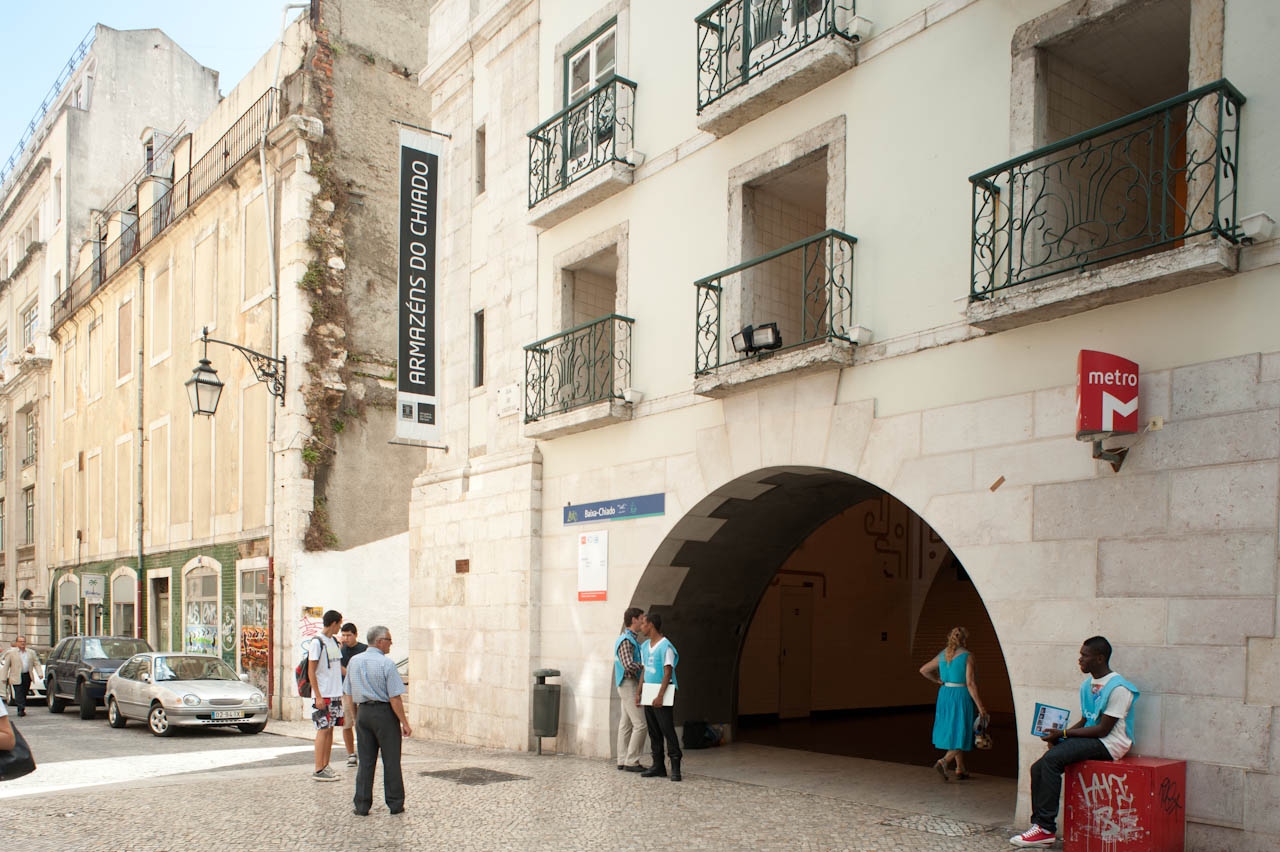
L'ingresso dal quartiere Baixa
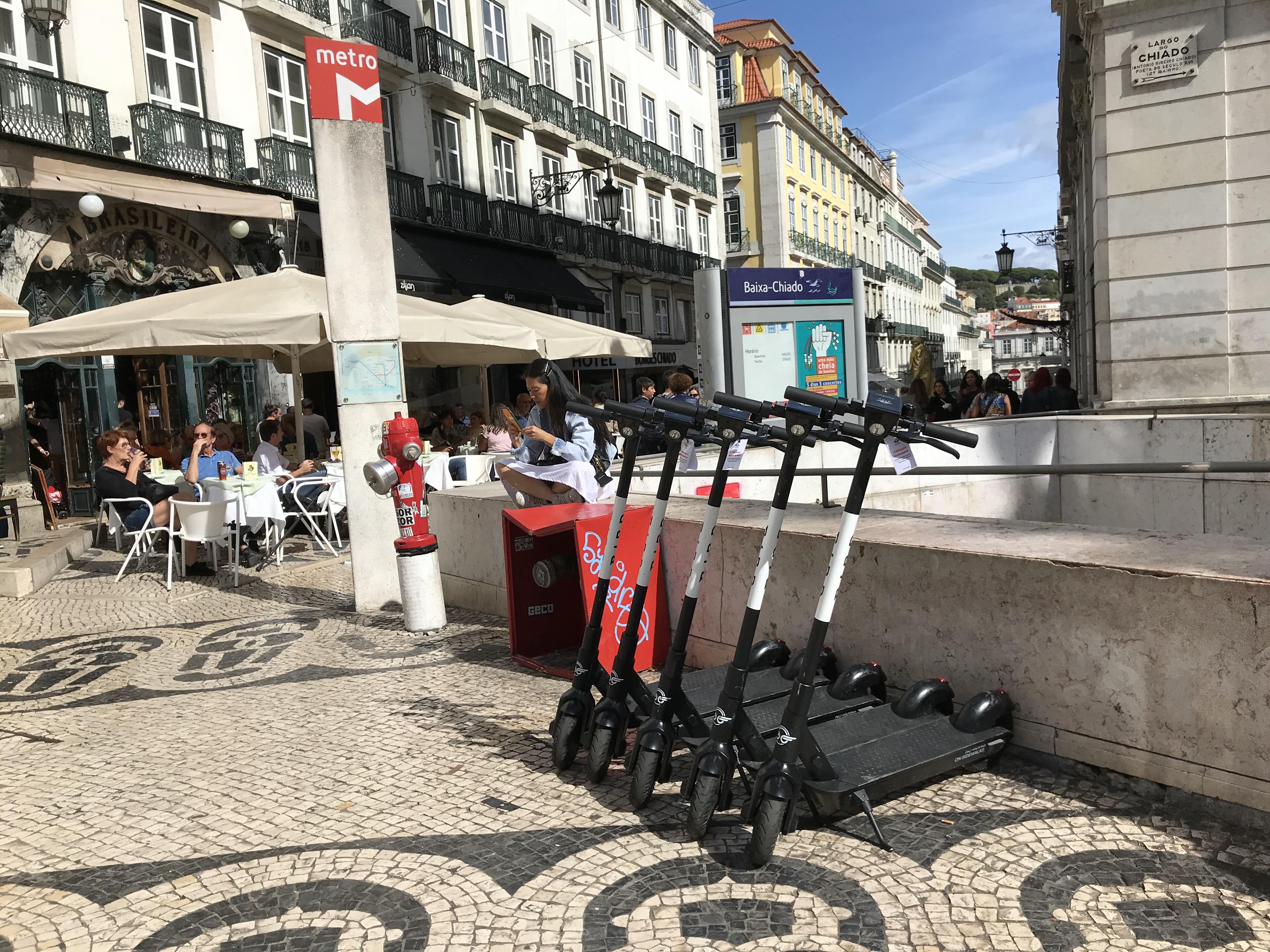
L'ingresso dal quartiere Chiado